# Мелкоузловая сборка
Мелкоузловая сборка или сборка CKD (от англ. Сomplete knock-down — «полноразборный») — технология сборки автомобилей, тракторов и другой техники, при которой транспортное средство собирается из отдельных деталей и подузлов, привезённых от изготовителя, с выполнением в месте производства ряда технологических операций, например: сварки, окраски, внутренней отделки и др. Кроме того, при CKD детали, узлы и подузлы могут заказываться у местных поставщиков.
Мелкоузловая сборка выступает альтернативой как перегону комплектных автомобилей, собранных из произведённых в стране-производителе узлов и агрегатов, так и крупноузловой сборке (SKD), при которой транспортное средство полностью собирается из ограниченного числа крупных узлов и агрегатов, заранее импортированных производителем и(или) OEM-изготовителем.
Как и в случае с крупноузловой сборкой, данный вид сборки ориентирован на обход высоких пошлин или акцизных сборов, как у экспортеров, так и у импортеров, а также на значительное снижение транспортных расходов при импорте полностью комплектных тракторов, автомобилей и другой техники. Выгода производителя состоит в снижении финансовой нагрузки в виде меньших таможенных пошлин и акцизов за комплектующие по сравнению со ставками сборов за готовое (комплектное) изделие, а также прочих расходов, которые на месте сборки техники могут быть ниже, чем в стране-экспортере: трудовые ресурсы, энергоресурсы, аренда недвижимости, налоги и т.д. и т.п. Кроме того, возможна экономия на логистике и транспортных расходах (в том числе по страхованию) при превышении определённого уровня продаж ТС и прочей техники на рынке страны-импортёра, когда импорт CKD-комплектов становится рентабельнее, чем импорт комплектной продукции.
Мелкоузловая сборка иногда находит применение и для более крупной техники. Так, во время Первой мировой войны Российская империя заказала в США подводные лодки типа «АГ» водоизмещением под 450 тонн, и они были доставлены в Петроград и Николаев в виде готовых комплектов для сборки.

## Режим промышленной сборки
Приказом Минэкономразвития РФ, Минпромэнерго РФ и Минфина РФ от 15 апреля 2005 утверждён порядок, определяющий понятие «промышленная сборка» и устанавливающий применение данного понятия при ввозе на территорию Российской Федерации компонентов для производства моторных транспортных средств товарных позиций 8701-8705 ТН ВЭД, их узлов и агрегатов. Данным приказом введены ограничения на возможность ввоза компонентов для промышленной сборки с таможенной пошлиной 0 %.
Основные ограничения касаются:
- объёма выпуска не менее 25 000 автомобилей в год;
- проведения окраски, сварки кузова и прочих обязательных операций;
- локализации затрат на импортируемые автомобильные компоненты до 50 % от общего объёма импорта автокомпонентов.

При использовании «режима промышленной сборки» производитель авто и сельхозтехники вправе импортировать компоненты по льготным ставкам таможенных пошлин (на большинство компонентов ставки составляют 0 %).
Решением Высшего Евразийского экономического совета от 29.05.2014 № 72 установлены новые условия применения понятия «промышленная сборка моторных транспортных средств» на территориях государств — членов Таможенного союза и Единого экономического пространства.